# Szatmári református egyházmegye

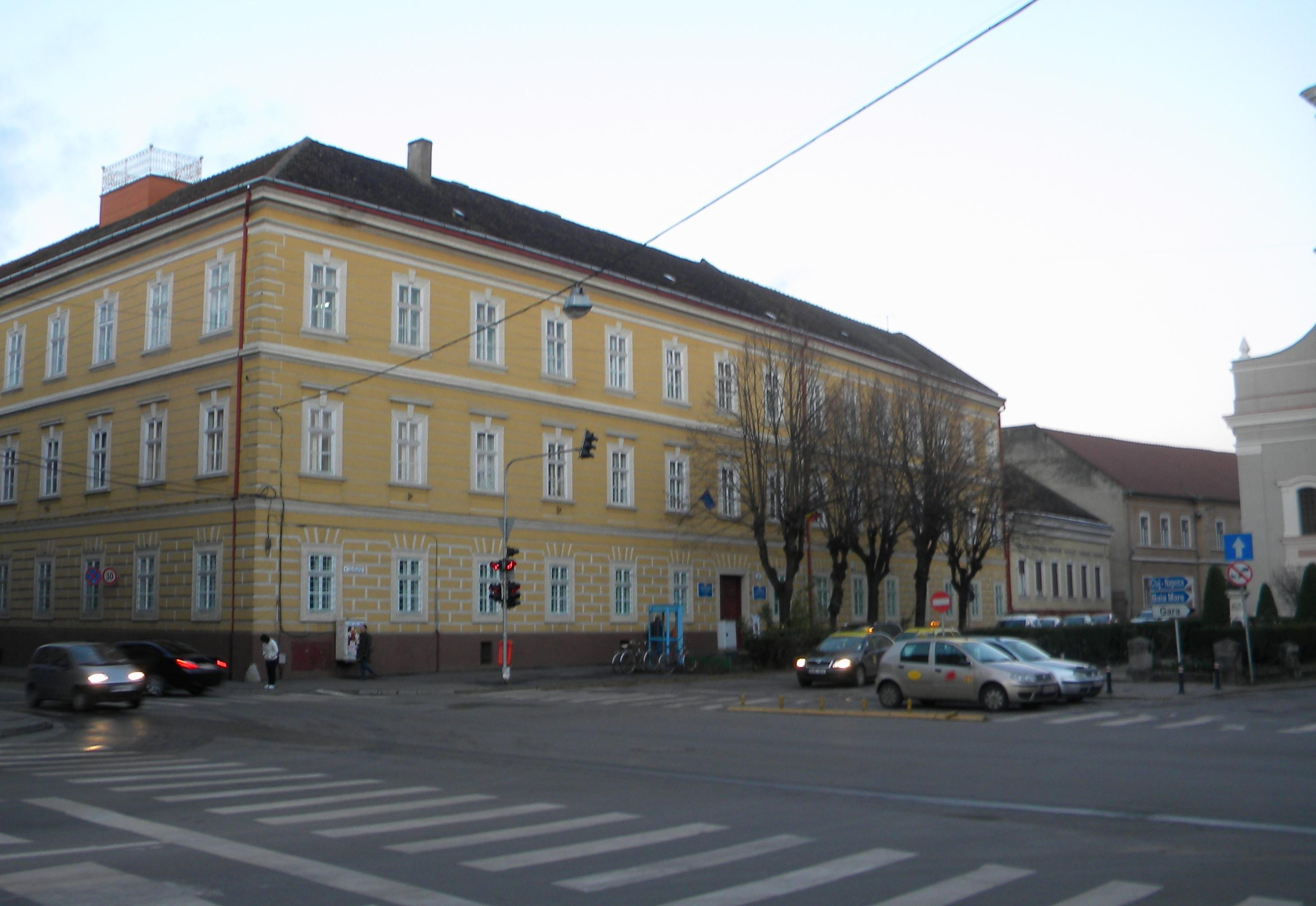
A Szatmári Református Egyházmegye Esperesi Hivatalának is otthont adó Szatmárnémeti Református Gimnázium épülete a Kálvin-téren

A Szatmári Református Egyházmegye a Romániai Református Egyház Királyhágómelléki Református Egyházkerületének egyházmegyéje. 53 közösséget (templomot) tömörít 44 parókiába (a leányegyházközségeket és szórványegyházközségeket is beleértve). Ide tartozik továbbá a Szatmárnémeti Református Gimnázium is.
Az egyházmegye esperese a rendszerváltozástól a 2010-es tisztújításig Sipos Miklós volt. 2010-2016 között Kovács Sándor töltötte be a tisztséget. 2016-tól Dr. Király Lajos lett az egyházmegye esperese, akit 2022 augusztusában újraválasztottak újabb 6 évre.

## Vezetőség
- Esperes: Király Lajos (Batiz)
- Főjegyző: Kiss József (Szatmár-Németi és Szatmárpálfalva)
- Főgondnok: Dr. Puskás Csaba

## Parókiái
- Adorján (lelkész: Besenyődi Attilla [1]
- Amac (lelkész: Keresztúri Erzsébet)
- Apa (lelkész: Kiss Szabolcs)
- Aranyosmeggyes (beszolgáló lelkész: Tolnai János)
- Atya (lelkész: Versényi István)
- Batiz (lelkész: Király Lajos)
- Csengerbagos (lelkész: Dohi Arnold)
- Dabolc (lelkész: Szilágyi István Róbert)
- Dobrácsapáti (lelkész: Erdei Árva István)
- Egri (lelkész: Tolnai János)
- Erdőd (lelkész: Kaszaniczki Csongor)
- Halmi (lelkész: Elek Arnold)
- Hirip (lelkész: Keresztúri Zsolt)
- Józsefháza (lelkész: Mátyási Gerda Georgina)
  - l.: Józsefházi-hegy
- Kakszentmárton (lelkész: Kürti Tamás)
- Kisbábony (lelkész: Gáti Tibor)
- Kiskolcs (lelkész: Győrbíró Sándor)
- Kispeleske (lelkész: Képíró Gyula Jenő)
  - l.: Nagypeleske
- Lázári (lelkész: Képíró Gyula Jenő)
- Mikola (lelkész: Higyed István)
- Nagykolcs (lelkész: Apjok Artur)
- Ombod (lelkész: Jobb Domokos)
- Óvári (lelkész: Igaz Árpád)
- Patóháza (lelkész: Törő Attila)
- Pettyén (lelkész: Genda Árpád Szabolcs)
- Pusztadaróc (lelkész: Kovács Zsuzsanna)
- Sándorhomok (lelkész: Kovács Mátyás Péter)
- Sárközújlak (lelkész: Nagy Erika)
  - l.: Meggyesgombás
- Szamosdara (lelkész: Versényi István)
- Szamosdob (lelkész: Dohi Arnold)
  - l.: Sándormajor
- Szamoskóród (lelkész: Erdei Árva István)
- Szamoskrassó (lelkész: Mihály Lehel)
- Szatmárgörbed (lelkész: Kürti Tamás)
- Szatmárhegy (lelkész: Kovács József)
- Szatmárnémeti-Láncos (lelkészek: Korda Zoltán, Szilágyi Balázs, Gáti Gábor slp.)
- Szatmárnémeti-Németi (lelkészek: Kiss József, Nagy Dávid slp.)
- Szatmárnémeti-Kültelek (lelkészek: Ilonczai Zsombor,)
  - sz.: Körtvélyes
- Szatmárnémeti-Szamosnegyed (lelkészek: Maior Erneszt, Maior Ildikó,  Kocsis Norbert slp.)
- Szatmárnémeti-Szigetlanka (lelkész: Rácz Ervin-Lajos, Kocsis Leila slp.)
- Szatmárpálfalva (lelkész: Kiss József)
- Szatmárudvari (lelkész: Simon Attila)
  - l.: Berend
- Szárazberek (lelkész: Elek Arnold)
- Tamásváralja (lelkész: Kala Noémi)
- Nagytarna: (lelkész: Varga Tamás Sándor)
  - sz: Halmi-hegy
- Túrterebes (lelkész: Varga Tamás Sándor)
  - l.: Túrterebes-hegy
- Vetés (lelkész: Máthé Róbert)
- Szatmárnémeti Református Gimnázium (lelkész: Varga Szilárd Csaba)

(sz. - szórvány,
l. - leányegyházközség, 
slk - segédlelkész
ny - nyugalmazott)